# Amel
Amel (in francese Amblève, in vallone Amblèfe) è un comune della Comunità germanofona del Belgio e costituisce uno dei nove comuni di lingua tedesca facenti parte della Vallonia nella provincia di Liegi.
Amel fa parte inoltre dei Cantoni dell'Est che sono stati riattaccati al Belgio dal Trattato di Versailles. Il ruscello dell'Amblève, un affluente dell'Ourthe attraversa il comune.

## Geografia fisica
Il comune di Amel è un comune principalmente in pianura, tra i 397,5 m.s.l.m. nel punto più basso, a Montenau al confine con i comuni di Weismes e Malmedy, e i 628 m.s.l.m. nel punto più alto, tra Halenfeld e Heppenbach. Comunque, il villaggio di Amel si trova a 470 m.s.l.m.. Dei 125,15 km² di territorio comunale, circa il 50% è coperto da foreste. Si trova nel sud della comunità germanofona del Belgio, alla sorgente del fiume Amblève.

## Origine del nome
Il nome Amel sembra derivi dal celtico e significa "acqua", probabilmente dal fatto della presenza della sorgente dell'Amblève.

## Storia
Nel 57 a.C. in quest'area venne creato per la prima volta un insediamento romano, e l'insediamento di Amblève costituiva un centro tra varie strade che arrivavano e collegavano Francia e Germania. A confermare la presenza romana sul territorio è stato il ritrovamento di una villa romana della grandezza di 75×30 metri nel 1868. Ad Amel più volte è stato trovato l'oro ed estratto per secoli. Poi c'è stato un tentativo di fondare un'economia sull'estrazione dell'oro nel 1900 ma ebbe scarso successo ed ora è vietata.
Poi Amel venne menzionata nuovamente nel 670 con il re franco Childerico II. Pochi anni dopo, nel 716, nel Metzer Annali con la battaglia di Amblève, che vedeva opporsi Carlo Martello e gli austrasi da un lato e una coalizione di frisi e neustri dall'altro. Alla fine vinse Carlo Martello. In questa battaglia, viene menzionata per la prima volta una chiesa ad Amel.
In seguito Amblève fu sede di un aspro combattimento durante l'Offensiva delle Ardenne e il 17 dicembre 1944 undici soldati dell'Afro-Americano 333º battaglione di artiglieria vennero torturati e uccisi da alcune truppe della 1 SS Panzer Division Leibstandarte SS Adolf Hitler in un evento conosciuto come Massacro di Wereth. Wereth adesso è un villaggio facente parte di Amel, e nel 1994 nel villaggio è stato eretto un monumento agli undici soldati americani caduti.

### Stemma
Lo stemma di Amel nacque a seguito di una decisione del Consiglio comunale il 6 marzo 1937, e ha voluto unire il passato storico del comune con la presenza dell'acqua e del fiume Amblève.
La decisione comunale così recitava:
nazione/comunità locale, a strisce azzurre e argentate a sinistra, come indicazione dell'Amelfluss. [...] Dietro, giuste dieci volte blu e argento divisi, coperte da un leone in oro e rosso incoronato con doppia coda, a destra su sfondo in blu un'onda d'argento.»
Lo stemma poi è stato approvato con il Regio Decreto del 14 ottobre 1938.

## Monumenti e luoghi d'interesse

### Monumenti religiosi
Sono presenti 6 chiese in territorio comunale, la più importante si trova nel villaggio di Amel ed ha un'origine antichissima.
- Chiesa di Sant'Umberto: la vecchia chiesa, dedicata a Sant'Umberto (Sankt Hubertus in tedesco) sembra risalente all'inizio del Medioevo. Poi con l'architetto Henri Cunibert nel 1930-1931 la vecchia chiesa è stata abbattuta e sostituita con una nuova, ma sono stati tenuti la torre, risalente al 1541, e l'altare, risalente al 17º secolo.
- Cappella di San Sebastiano: cappella settecentesca con molti monumenti, dipinti e vetrate con rappresentazioni di San Sebastiano e della sua vita.[6]

### Altro
Ad Amel sono presenti inoltre due croci antiche, che sono segnate come oggetti protetti, la Grawet Kreuz e la Marktkreuz.
- Marktkreuz: è una croce in stile barocco risalente al 1722 e mostra Cristo sulla croce insieme a Maria, San Giovanni e sant'Urbano, il tutto decorato da vari motivi floreali e vegetali.[7]
- Gawet Kreuz: croce risalente al 1658, che commemora la morte di Philippe Renard Grawet, infatti si dice che sia stato ucciso lì con due compagni il 10 aprile 1658, quando si trasferirono alla fiera di Prüm. Sotto l'iscrizione troviamo lo stemma della famiglia Grawet, una nobile famiglia patrizia Malmedyer.[8]

## Società

### Evoluzione demografica
Ecco l'evoluzione della popolazione nel comune di Amel dal 1947 al 2017.

### Lingue e dialetti
Sebbene il comune geograficamente si trovi in Vallonia, la regione del Belgio a maggioranza di lingua francese, quasi tutta la popolazione comunale parla il tedesco.

### Istituti, enti e associazioni
In tutto il comune sono presenti 6 ospedali, 3 case di riposo, 1 casa di cura psichiatrica, 1 ASL (Associazione per la prevenzione delle dipendenze e gestione della vita), 1 caserma dei vigili del fuoco volontari e 1 stazione di polizia locale.
Inoltre sono presenti 3 associazioni di disabili, 11 di anziani e la Croce Rossa.

## Cultura

### Istruzione
Ad Amel e in tutti i villaggi all'interno del comune sono presenti ben 8 biblioteche, tutte di proprietà delle parrocchie locali.
Sono presenti 9 Gemeindeschule (scuole di comunità).

#### Musei
A Mirfeld è presente un museo agricolo, il museo Mirfelderbusch, che illustra i 300 anni di agricoltura dell'Eifel (la comunità germanofona del Belgio) in un'immensa vallata costernata di 2500 edifici di proprietà del museo.

### Arte
Oltre a promuovere artisti giovani, sconosciuti ma anche affermati, la Borner KunsTGalerie si è posta l'obiettivo di cercare uno scambio con associazioni artistiche, musei e gruppi di artisti. Ogni due mesi verrà mostrata una nuova mostra d'ora in poi. Infine, vi è la disposizione prevista dei locali per scopi artistici specifici, letture e altri eventi.

### Eventi
Ad Amel si tengono numerosi eventi. Tra la fine di dicembre e l'inizio di gennaio in più giorni a Medell si tiene un teatro. C'è una giornata per l'aiuto ai malati di cancro (il 20 ottobre) e varie esposizioni artistiche alla Borner KunsTGalerie nel corso dell'anno. Nel mese di dicembre ci sono anche concerti dell'avvento e una discoteca di Natale.

## Geografia antropica

### Urbanistica
Dal 2006 al 2016 ufficialmente, ma ancora in atto almeno per quanto riguarda Amel, è stato approvato un programma municipale per lo sviluppo rurale (KPLE). Questo programma deriva da una collaborazione tra la comunità e due organizzazioni, la Fondazione rurale (FRW) e l'Agenzia di Promozione Economica (WFG).
Questo programma è attuato dalla Commissione locale per lo sviluppo rurale (ÖKLE), formata da membri dei consigli municipali e rappresentanti dei villaggi coinvolti.

### Suddivisioni amministrative
Il comune è nato dopo una fusione tra più villaggi. La sede comunale, da cui il comune prende il nome e lo stemma, è il villaggio di Amel. Il comune comprende i seguenti villaggi: Amel, Heppenbach, Halenfeld, Hepscheid, Wereth, Mirfeld, Möderscheid, Schoppen, Montenau, Deidenberg, Medell, Meyerode, Valender, Wallerode, Born (Amblève), Eibertingen e Iveldingen.

## Economia

### Agricoltura
Ad Amel nello statuto comunale è presente una sezione, contenente ben 13 articoli, riguardante l'agricoltura.
Amel comunque è una città la cui economia è quasi esclusivamente basata sull'agricoltura e sull'allevamento, che fungono anche da sostentamento per la popolazione.
Poi nel territorio comunale è molto importante e abbastanza praticata anche la silvicoltura, in quanto appunto metà del territorio comunale è ricoperto da boschi. Sono presenti due uffici forestali.

### Industria
All'interno del comune di Amel è presente una importante zona industriale, la zona industriale Kaiserbaracke.

### Servizi
Il comune è dotato di numerosi servizi:
- Un dipartimento edile e di servizio abitativo, che si occupa dell'urbanistica della città, difatti si occupa del catasto informazioni su appezzamenti propri / beni immobili, dei permessi di sviluppo urbano (nuova costruzione, ricostruzione, ampliamento, ecc.), dei permessi ambientali e globaliapprovazioni di sviluppo, del comitato consultivo comunale sulla pianificazione territoriale e la mobilità (KBRM), dei certificati urbanistici e dei premi di costruzione e ristrutturazione, oltre che ad altri numerosi progetti.[18]
- Due uffici per la popolazione, che si occupano di vari permessi alla popolazione, come i cambi di residenza, i certificati, i permessi di soggiorno, i passaporti, le elezioni, le statistiche demografiche, le patenti di guida, le carte d'identità, i permessi per gli eventi e le questioni ambientali.[19]
- Una reception, che si occupa della segreteria comunale.[20]
- Un ufficio per la finanza, che si occupa del bilancio comunale, della contabilità, delle assicurazioni e dell'elaborazione delle normative fiscali locali.[21]
- Un settore informatico, che si occupa della progettazione e aggiornamento della homepage del comune, del design del foglio informativo, calendario spazzatura e altri lavori grafici e della manutenzione del parco di informatica dell'amministrazione e delle scuole del comune.[22]
- Un ufficio di gestione delle entrate, che si occupa della gestione delle entrate e delle spese, della contabilità e del bilancio annuale.[23]
- Un ufficio di amministrazione scolastica, che si occupa della gestione del personale docente delle scuole del comune di Amel.[24]
- L'anagrafe, che si occupa di nascite, riconoscimenti, adozioni, matrimoni, morti, trasferimenti di atti, trasmissioni di sentenze domande di nazionalità belga ed esibizione dei certificati degli uffici anagrafici.[25]
- Un ufficio dell'ambiente, che si occupa della gestione delle acque reflue[26]
- Un ufficio per la raccolta differenziata[27]
- il servizio sanitario[28]
- i vigili del fuoco[29]
- un "JugendInformationsZentrum" (Centro Informagiovani)[30]
- la polizia locale[31]
- varie biblioteche[32]
- un ufficio postale.[33]

### Turismo
Ad Amel è presente un turismo paesaggistico, escursionistico e talvolta anche storico.

## Infrastrutture e trasporti

### Strade
Il comune contiene circa 507 km di strade, di cui 49 km sono grandi vie di comunicazione e 303 sono sentieri agricoli o forestali, in pratica strade sterrate.